# Hellnation
Hellnation va ser un grup estatunidenc de punk hardcore de Covington que va estar actiu des de l'any 1988 al 2010. Des de llavors, els membres de la banda han tocat en grups com Erectile Dementia, Brody's Militia i Jacked Up Zeros.
L'estil musical de Hellnation ha estat descrit com a thrashcore, powerviolence i grindcore. El seu so estava compost per riffs ràpids de guitarra, grans dosis de distorsió i veus cridades, sovint profanes. Les lletres versaven sobre la brutalitat policial, el consumisme i l'escena punk underground. Al llarg de la seva carrera, el grup va fer gires pels Estats Units, Japó, Brasil i Europa.

## Discografia

### Àlbums d'estudi
- Colonized LP (Sound Pollution, 1993)
- Control LP/CD (Sound Pollution, 1994)
- Your Chaos Days Are Numbered LP/CD (Sound Pollution, 1998)
- Fucked Up Mess LP/CD (Sound Pollution, 1999)
- Cheerleaders for Imperialism LP/CD (Slap-A-Ham, 2000)
- Dynamite Up Your Ass LP/CD (Sound Pollution, 2002)

### EP
- People's Temple 7-inch (Sound Pollution, 1990)
- Suppression 7-inch (Sound Pollution, 1991)
- Aussie 7-inch (Spiral Objective, 1994)
- At War With Emo 5" (Slap A Ham, 1997)
- Thrash Or Die: Japanese Hardcore Covers EP (MCR, 1998)

### Compartits
- Hellnation/Real Reggae (Slightly Fast, 1996)
- Hellnation/CFUDL (Sound Pollution, 1996)
- Hellnation/Sink (Sound Pollution, 1997)
- Hellnation/Merda (2+2=5/Luna, 2001)
- Hellnation/Capitalist Casualties (Sound Pollution/Six Weeks, 2008)

### Àlbums recopilatoris
- A Sound Like Shit CD (Sound Pollution, 1996)
- Thrashwave CD (Sound Pollution/Laja, 2002)